# Jean-Michel di Falco
Jean-Michel di Falco Leandri (ur. 25 listopada 1941 w Marsylii) – francuski duchowny katolicki, biskup Gap w latach 2003–2017.

## Życiorys
Święcenia kapłańskie otrzymał 29 czerwca 1968. Inkardynowamy do archidiecezji paryskiej, pełnił funkcje m.in. wykładowcy i dyrektora instytutu pedagogicznego na paryskim Instytucie Katolickim, przełożonego pierwszych roczników w katolickich szkołach, podsekretarzem generalnym Konferencji Episkopatu Francji, a także rektorem francuskiego seminarium w Rzymie.

### Episkopat
4 lipca 1997 papież Jan Paweł II mianował go biskupem pomocniczym archidiecezji paryskiej, ze stolicą tytularną Vallis. Sakry biskupiej udzielił mu 10 października 1997 ówczesny arcybiskup Paryża - kardynał Jean-Marie Lustiger.
2 września 2003 został ustanowiony biskupem pomocniczym Gap. Wkrótce później, 18 listopada 2003 został biskupem ordynariuszem tejże diecezji. 8 kwietnia 2017 przeszedł na emeryturę.